# 국도 제53호선 (일본)
국도 제53호선(일본어: 国道53号)은 오카야마현 오카야마시 기타구 다이운지 교차로에서 출발하여 돗토리현 돗토리시 돗토리현청·돗토리현 경찰본부 교차로까지 이어주는 일반 국도 노선이다.

## 주요 경유지
- 오카야마현 : 오카야마시 (기타구) - 구메군 (구메난정 - 미사키정) - 쓰야마시 - 가쓰타군 나기정
- 돗토리현 : 야즈군 지즈정 - 돗토리시

## 주요 교차 도로
- 국도 제30호선
- 국도 제180호선
- 국도 제179호선
- 국도 제181호선
- 국도 제29호선

## 비고
- 실제 연장은 139.9 km, 현도는 138.1 km, 신도는 1.8 km, 중용 연장 구간은 돗토리현 한정 6.7 km이다.

## 갤러리

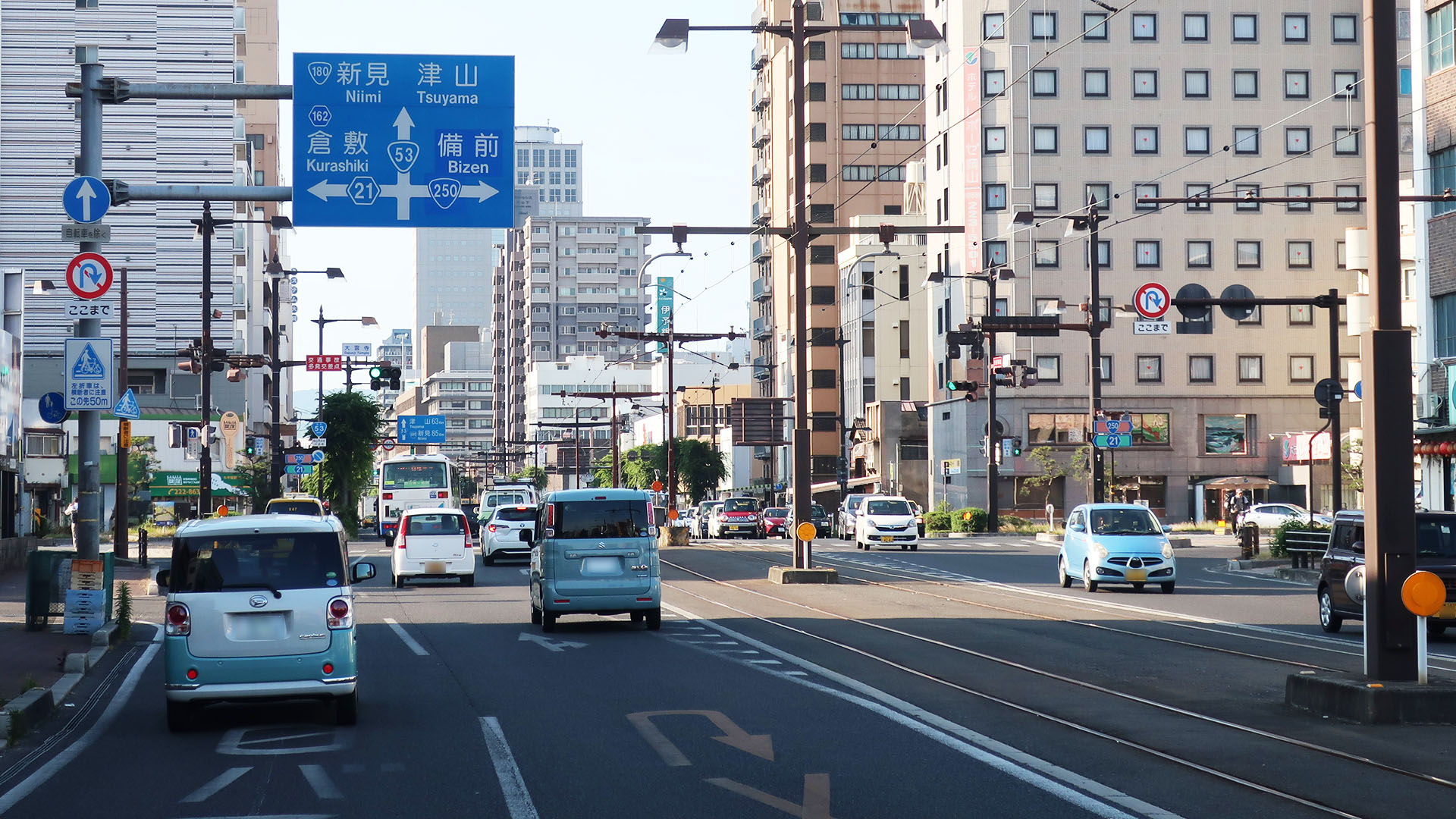
53번 국도의 기점 다이운지 교차점을 기점으로 삼는다.
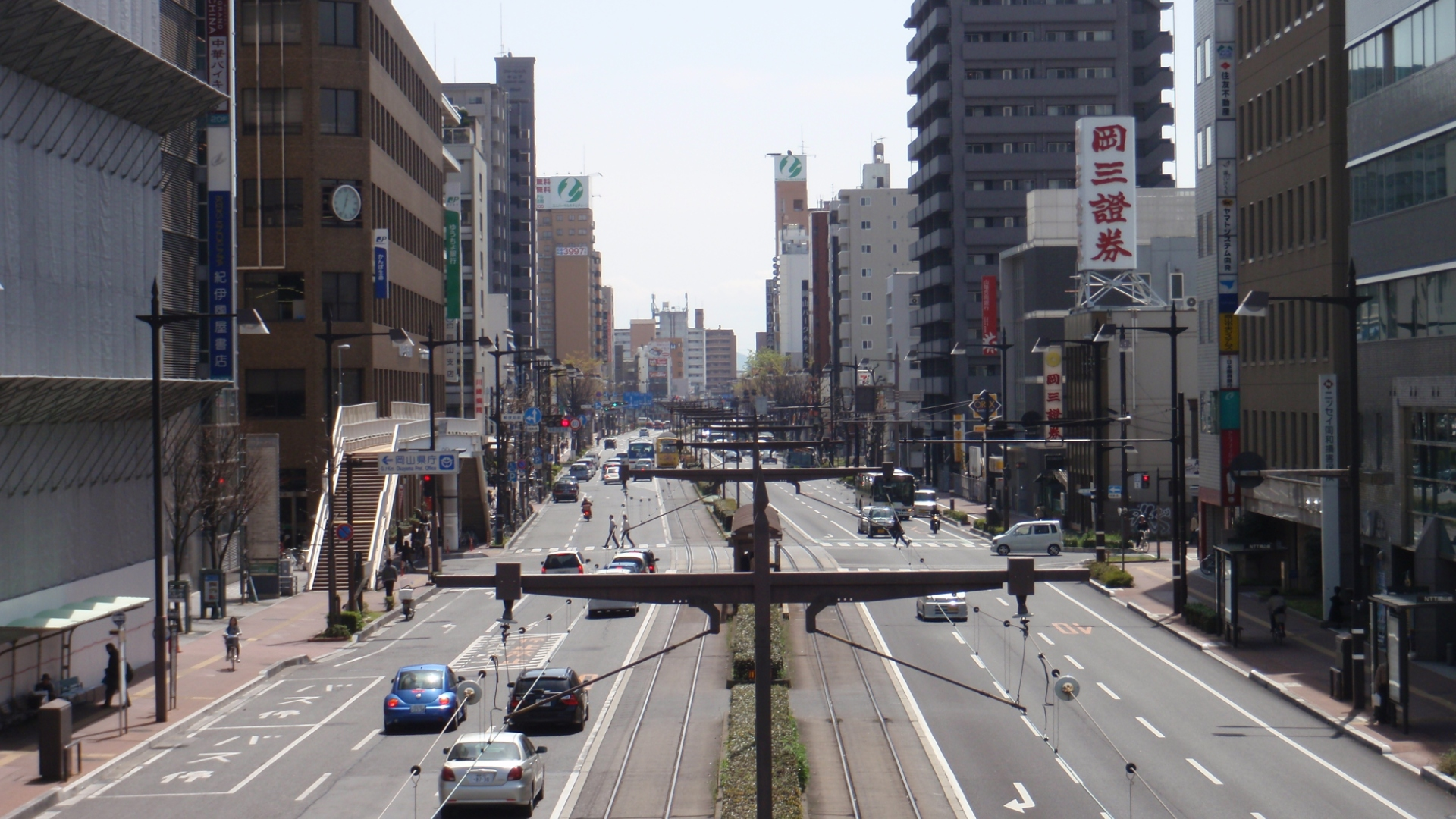
오카야마시 기타구 도기야정 인근에서 남측 방향으로 보이게 되는 길목.
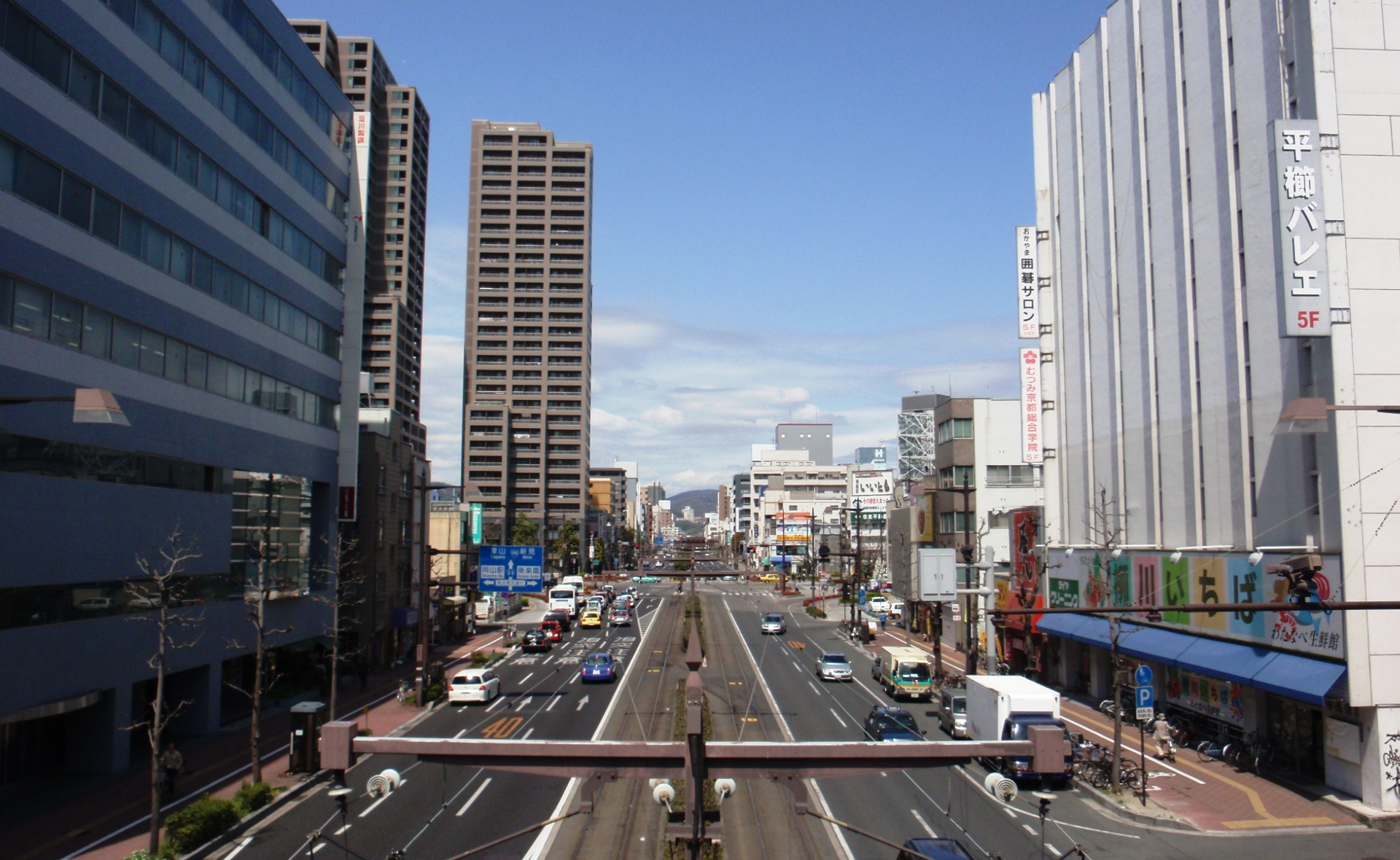
오카야마시 기타구 도기야정 인근에서 북측 방향인 야나가와 교차점 인근 일대.
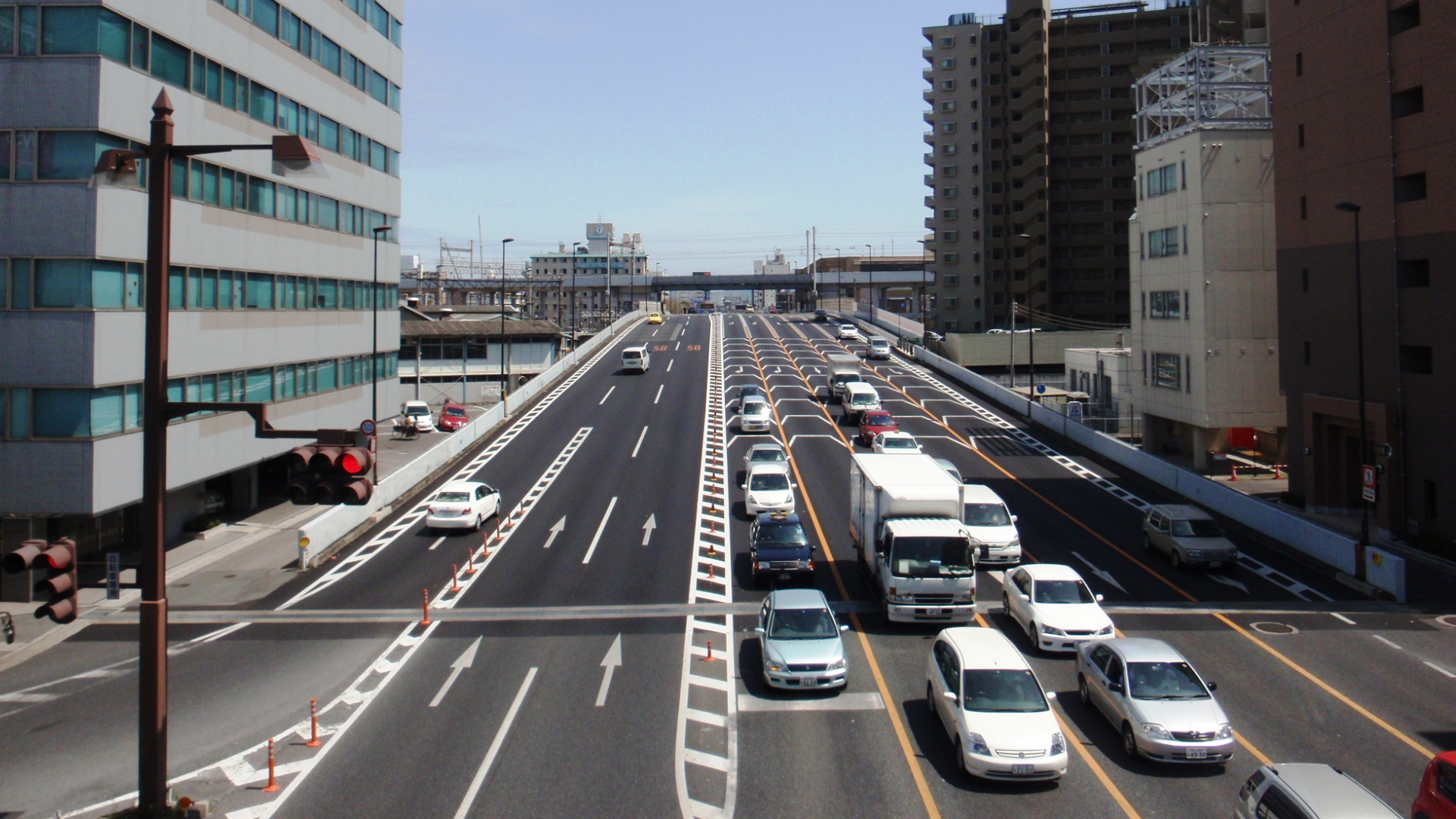
오카야마시 기타구 요로즈정의 한 교량 부근 지역.
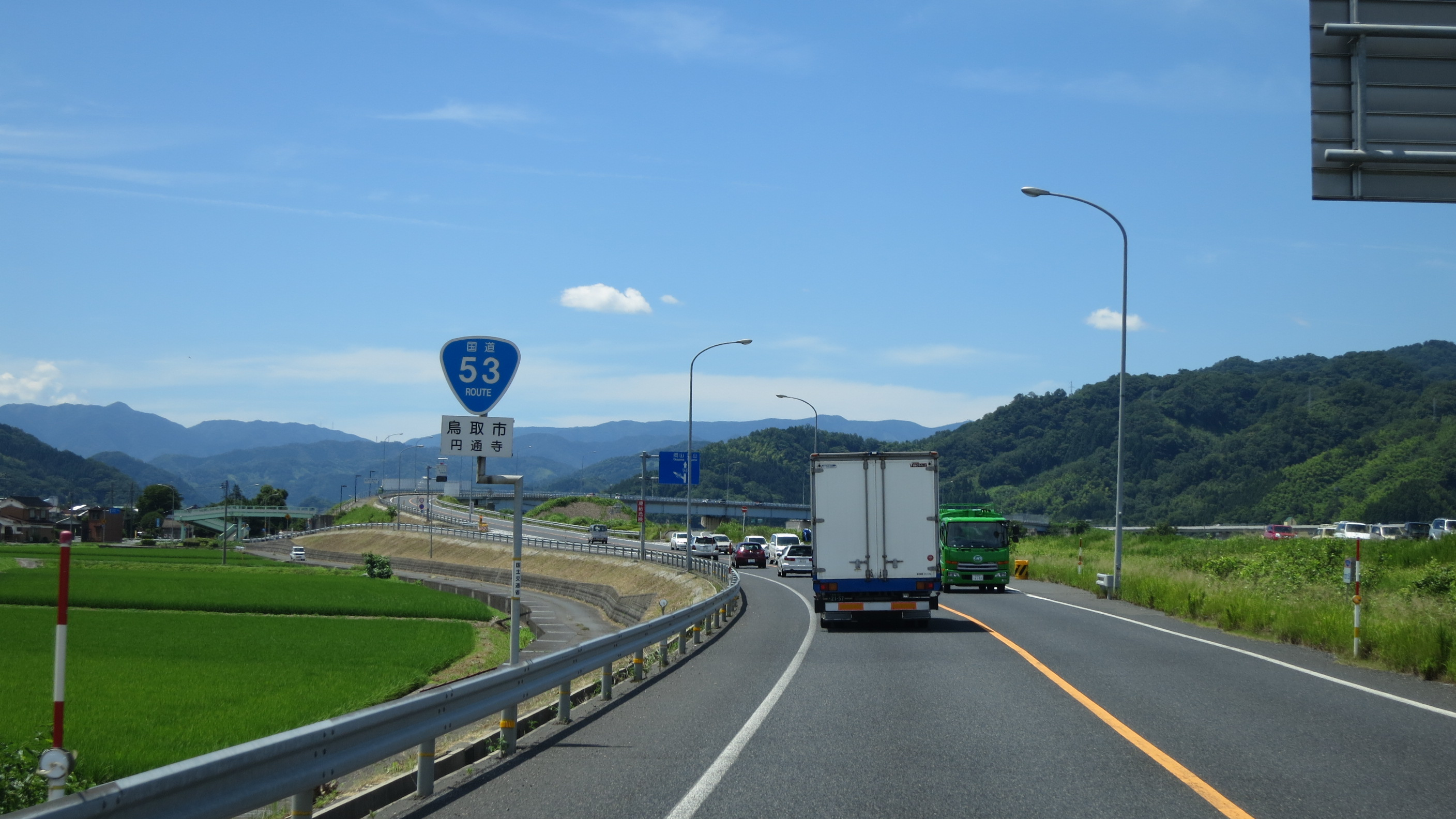
돗토리현 돗토리시의 엔쓰사 인근 지역.
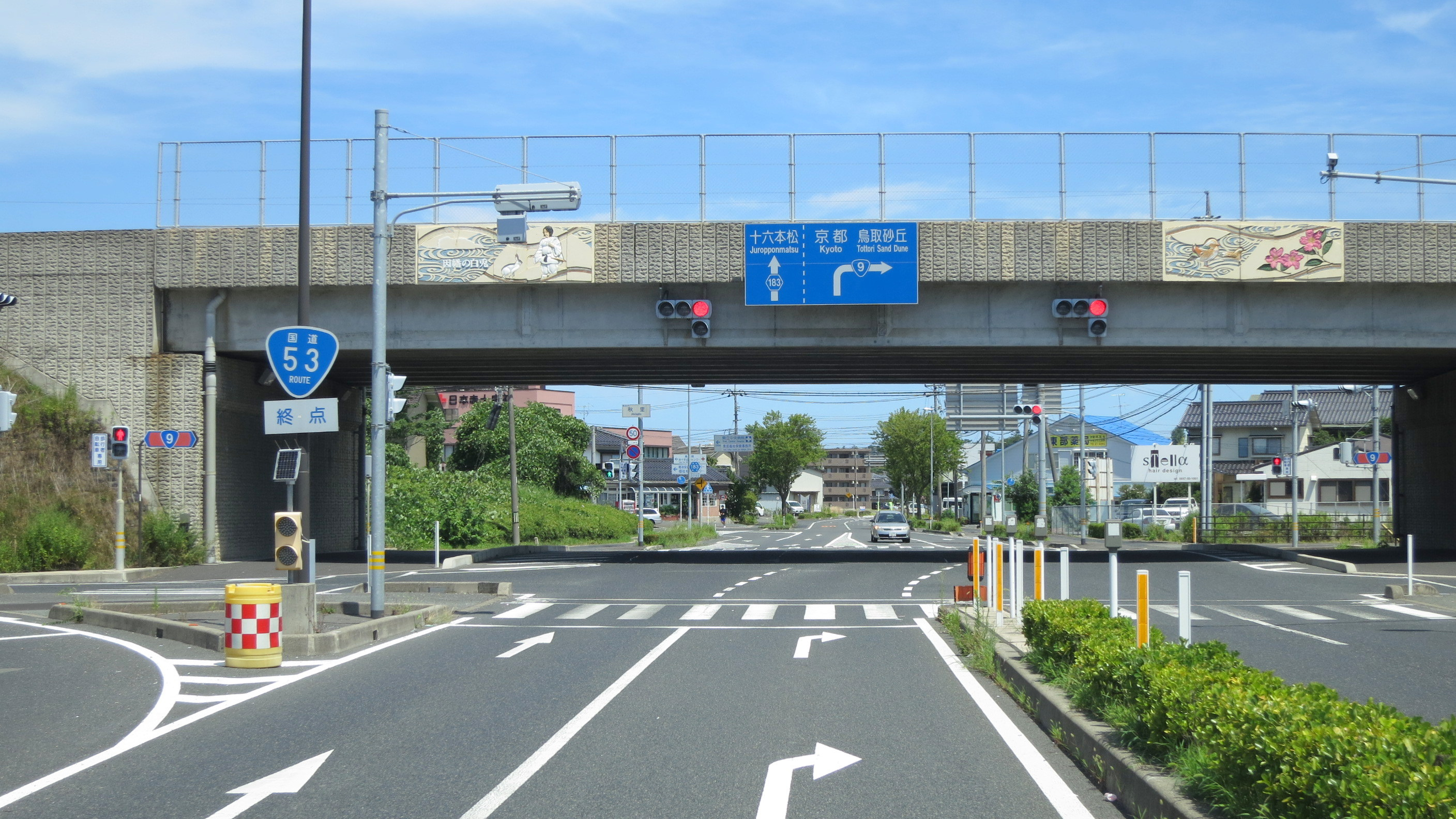
53번 국도의 종점 아키사토 교차로 일대로 추정.